# Erites delia
Erites delia är en fjärilsart som beskrevs av Martin 1895. Erites delia ingår i släktet Erites och familjen praktfjärilar. Inga underarter finns listade i Catalogue of Life.